# Mezamiro
Mezamiro (em grego: Μεζάμηρος; romaniz.: Mezámeros; cirílico: Мезамир; fl. ca. 558/560) foi chefe da confederação tribal dos antas que esteve ativo em torno do ano 560. 

## Vida

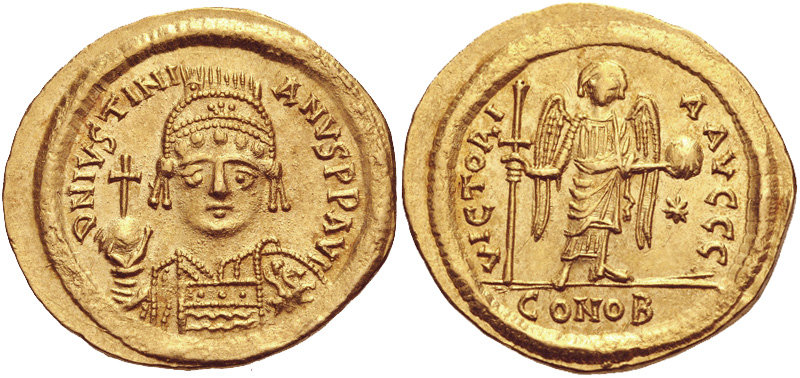
Soldo de Justiniano r.

Mezamiro era filho de Idarízio e irmão de Celagastes. Segundo o cronista Menandro Protetor, era poderoso e tinha formado uma confederação que rivalizava com o ascendente Grão-Canato Ávaro do grão-cã Beano I (r. 562–602). À época, os antas eram vassalos do Império Bizantino do imperador Justiniano (r. 527–565), com seu chefe supremo mantendo o título bizantino de arconte. Em troca da submissão como federados e da defesa das fronteiras imperiais danúbias contra hunos e outros bárbaros, os antas receberam estipêndios e um forte chamado Turris, que situava-se numa posição estrategicamente importante.
Segundo Florin Curta, nesse período os antas mantinham "política extensiva, capaz de mobilização militar contra os ávaros". Os ávaros de Beano costumavam pilhar os domínios antas, que à época eram vizinhos dos cutrigures, que estavam aliados aos ávaros. Após os ávaros devastarem e saquearam os territórios antas, Mezamiro foi enviado como embaixador para negociar o resgate dos chefes tribais capturados. Nas negociações, pareceu ser "falastrão alardeador" que falava arrogante e precipitadamente; ao sentir que ele era mais arrogante que adequado para um embaixador, um búlgaro cutrigur "amigo dos ávaros" e "hostil aos antas" (por vezes identificado com o grão-cã Zabergano; fl. 558-562) persuadiu o grão-cã que:
| “ | Este homem é o mais poderoso de todos entre os antas e é capaz de resistir a qualquer de seus inimigos. Mate-o, e então serás capaz de invadir a terra do inimigo sem temor | ” |

Os ávaros desconsideraram a imunidade dos embaixadores (segundo a jus gentium) e mataram Mezamiro. Então prosseguiram com a conquista dos antas e outros eslavos, um evento situado no período de 560-562 segundo alguns historiadores.